# 조슈아 은코모

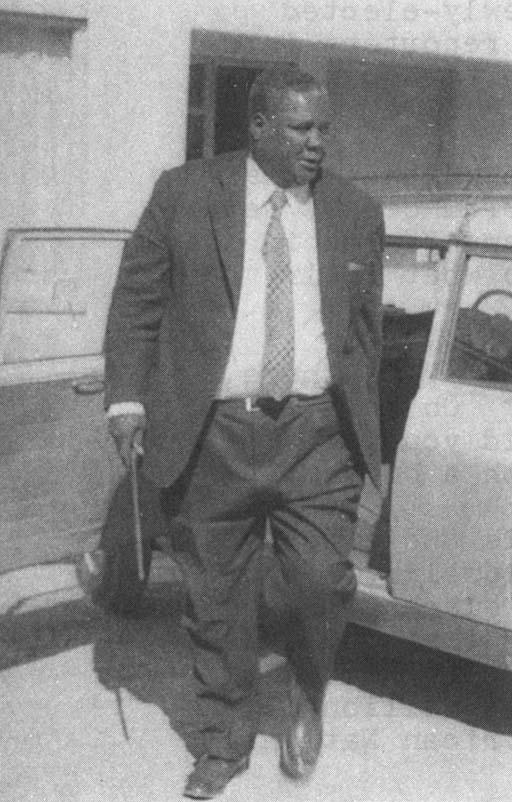

조슈아 음카부코 은욘골로 은코모 (1917년 6월 19일 - 1999년 7월 1일)는 짐바브웨의 혁명가이자 지공주의 성향의 정치인으로, 1990년부터 1999년 사망 직전까지 짐바브웨의 부통령이였다. 은코모는 짐바브웨 아프리카 인민 연맹 (ZAPU, Zimbabwe African People's Union)을 1961년 창당하여 이끌어왔으나 1987년 로버트 무가베의 짐바브웨 아프리카 민족 연맹 (ZANU)와 합당하여 현재의 짐바브웨 아프리카 민족 연맹 - 애국 전선 (ZANU-PF)을 구성하였다.
은코모는 노동조합의 지도자 출신으로, 현재는 해산된 국민민주당의 대표로 활동하였으며, 로디지아의 소수 백인 정권에 의해 10년 동안 구금당하였다. 은코모의 석방 이후, ZAPU는 로디지아의 정권교체에 크게 기여하였으나, 로버트 무가베가 ZAPU에서 축출당한 이후 ZANU를 창당하면서 두 정당간 갈등이 발생하였다. 은코모는 대숙청을 막기 위해 ZAPU가 ZANU와 합당하는 것을 허용하였으나, 이후 무가베의 반대파 숙청 과정에 생명에 위협을 느껴 망명하게 되었다.
은코모는 북은데벨레어로 "우마푸쿠푸쿠", 영어로 "파더 짐바브웨", 쇼나어로 "치브웨칫테드자" (미끄러운 바위) 등의 많은 별명으로 불리었다. 그는 존경과 애정이 담긴 "움달라" 혹은"움달라 웨뚜", 우리의 어르신이라는 뜻으로 종종 불리기도 하였다.
1. ↑  Baron, Ian (September 1986). “Nkomo Debt to George in Banned Talk” (PDF). 《Land & liberty》 (London: HGFUK). 2020년 7월 30일에 확인함.
2. ↑  Obituary: Dr. Joshua Mqabuko Nyongolo Nkomo, 1917-1999, Volume 25, Department of Information & Publicity ZANU (PF) Headquarters, 1999, page 1